# 专探乡
专探乡，是中华人民共和国河南省驻马店市西平县下辖的一个乡镇级行政单位。

## 行政区划
专探乡下辖以下地区：
朱庄村、张坡村、大庙陈村、谢庄村、衡坡村、陈茨园村、柳河村、于杨村、赵寺村、汪寨村、赵高庄村、军王村、赵丁庄村和水泉汪村。